# نهاية الشيوعية في المجر (1989)

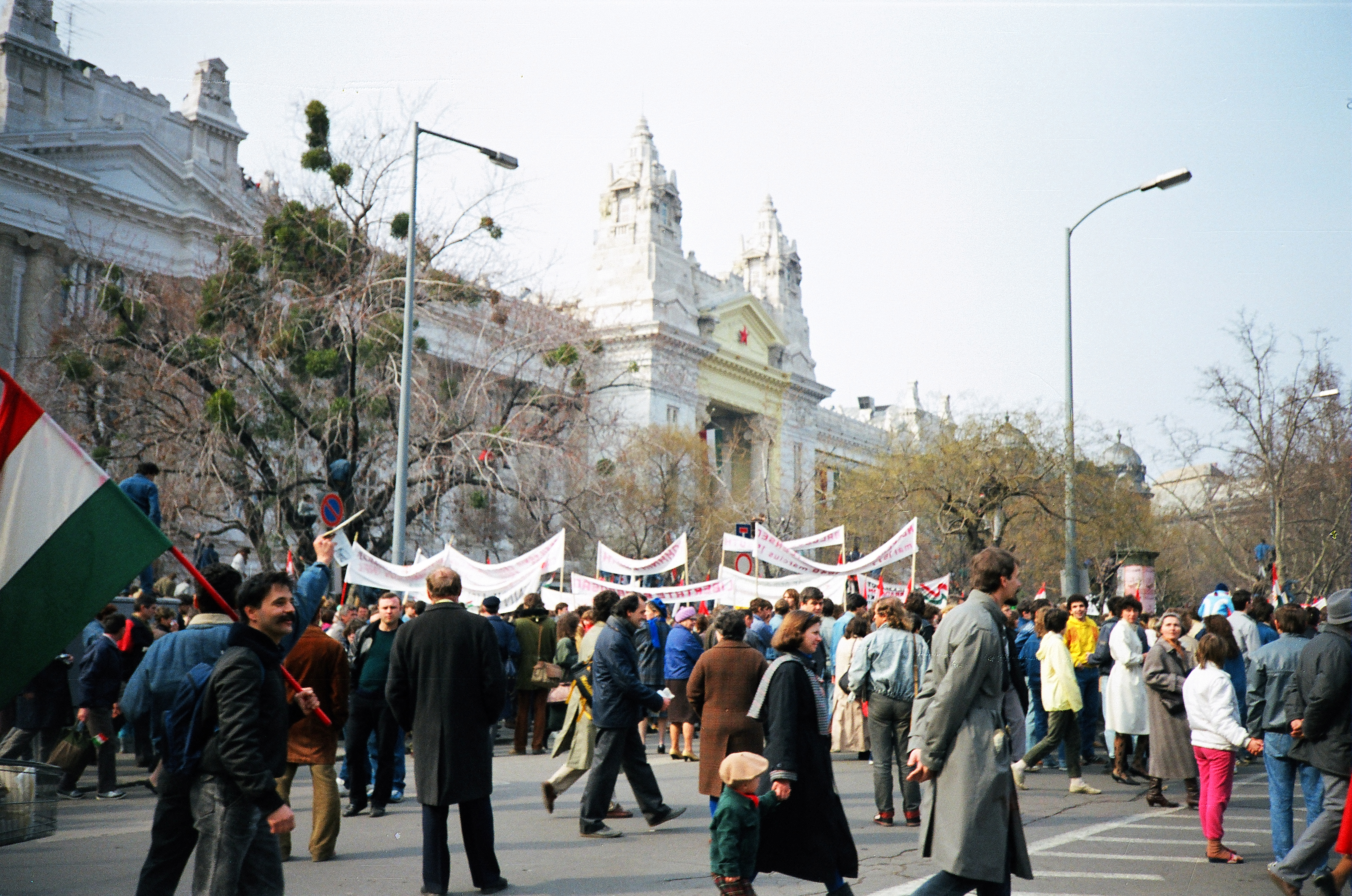
مظاهرة أمام مقر التلفزيون المجري بتاريخ 15مارس عام 1989

انتهت في عام 1957 محاولة تحويل جمهورية المجر الشعبية إلى دولة شيوعية. بعد ثورة 1956 أصبحت المجر دولة اشتراكيّة. انتهى الحكم الاشتراكي في جمهورية المجر الشعبية في عام 1989، كانت هذه الأحداث جزءًا من ثورات 1989، المعروفة في المجر باسم ريندزرفالكات (Rendszerváltás) («تغيير النظام» أو «تغيير النظام الحاكم»).

## مقدمة
قبل عقود من محادثات المائدة المستديرة، مارست القوى السياسية والاقتصادية داخل المجر ضغوطًا على الاشتراكية المجرية، وساهمت في سقوطها في المجر عام 1989.

### المشاكل الاقتصادية
كانت الآلية الاقتصادية الجديدة بمثابة التشكيلة الوحيدة للإصلاح الاقتصادي في أوروبا الشرقية التي بدأ العمل بها بعد موجة الخمسينيات والستينيات من القرن العشرين، والتي ظلت باقية طيلة عام 1968. وعلى الرغم من ذلك، أصبحت أضعف نقطة في الاشتراكية المجرية، وضغطًا أسهم كثيرًا في الانتقال من الاشتراكية إلى الديمقراطية. في عام 1968، أطلقت اللجنة المركزية لحزب العمال الاشتراكي المجري الآلية الاقتصادية الجديدة لتخفيف حدة القضايا الاقتصادية في المجر، وأدخلت اللامركزية والأسعار الثابتة للتعويض عن عيوب الاقتصاد المخطط مركزيًّا. كانت الآلية الاقتصادية الجديدة متعددة الأوجه والاتجاهات، وهي إصلاح قوي للاقتصاد المجري. فقد سعت إلى تحقيق الإصلاحات في العديد من قطاعات الاقتصاد، ومحاولة إدارة المزارع الجماعية ذاتيًّا باستقلالية، وتفتيت الصناعات الاحتكارية، وتقليص إعانات الدعم باستثناء تلك المستخدمة في التصدير. وبدأ الربط بين الأسعار والسوق العالمية عبر أسعار الصرف، الأمر الذي سمح للعاملين بالإنتاج بشكل مستقل في المصانع المملوكة للدولة بعد ساعات عملهم المعتادة، واستبدال الهيئات التنظيمية الاقتصادية بالتوجيهات الإلزامية في القطاع المهيمن الذي تسيطر عليه الدولة. أخيرًا، نجح هذا النظام في إضفاء الشرعية على النشاط الحرفي الخاصّ، والتجزئة، والخدمات.
أدى هذا إلى خلق اقتصاد وطني معقد يعتمد بشدة على التجارة، لذا كان عرضة للتقلبات العامة في السوق العالمية، وتسبب أيضًا في تغير أسعار المواد الخام وموارد الطاقة المستوردة من الاتحاد السوفييتي. كانت المجر دولة فقيرة الموارد تابعة لاتحاد الجمهوريات الاشتراكية السوفييتية، كانت شخصيتها مستقلة سياسيًّا، ولكن تعتمد اعتمادًا كبيرًا على الواردات السوفييتية. في عام 1972، وبعد فترة وجيزة من تطبيق الآلية الاقتصادية الجديدة، بدأ النظام في التقييد والحد من تطبيق آليات السوق المنفّذة أصلًا. أوضح ذلك أن الجمع الصناعي الضخم، الذي له قيمة أيديولوجية أكثر من القيمة الاقتصادية، سيظل يحظى بنفس حماية الدولة كما كان في الماضي، ما يؤكد على ضعف أساسي في النظام.
بحلول ثمانينيات القرن العشرين، بدأت المجر تعاني من التضخم، الذي أضر بشكل خاص بالناس ذات الدخول الثابتة. دخلت المجر في ديون خارجية هائلة، وانتشر الفقر كثيرًا، وبعد إضفاء الطابع المؤسسي على آلية الاقتصادية الجديدة في سبعينيات القرن العشرين، أصبح ارتفاع الأسعار أمرًا منتشرًا في المجر. بيد أن السيد كادر، الأمين العام لحزب العمال الاشتراكي المجري، تعامل معها بحنكة مستندًا إلى مصداقيته السياسية المستمرة. أثبت كادر قدرته على «إدارة» الكرملين، بل قد ظل في السلطة أثناء الانتقال من خروشوف إلى بريجينيف، وهو واحد من الشخصيات السياسية الثابتة الوحيدة في أوروبا الشرقية. هكذا استطاع أن يفسر ارتفاع الأسعار بأنه دفعة أولى إلى الآلية الاقتصادية الجديدة، ووعد بقدوم أوقات جيدة دون فقدان التأييد العام والنظام الاجتماعي، لكن سرعان ما أثارت الآلية الاقصادية الجديدة المعارضة بشكل كبير؛ لأن الكثير من أعضاء الحزب الذين أيدوا بصدق إستراتيجية المصالحة مع النظام السوفييتي لم يتمكنوا من تحقيق السلام مع الآثار الحقيقية للنظام الاقتصادي. بحلول عام 1985، ومع تسبب عدم الاستقرار السياسي في إحداث حالة من عدم الاستقرار الاقتصادي، اضطر كادر والنظام إلى الاعتراف بالانهيار الوشيك للاشتراكية في المجر.

### المواقف تجاه حلف وارسو
في عام 1988، بدأت المجر الاشتراكية أيضًا في تيسير سفر مواطنيها إلى الغرب، وهو ما أدى إلى إزالة السياج الشائك مع النمسا في مايو 1989. سمح هذا لألمان الشرق -الذين لم يسمح لهم سوى السفر إلى الدول الاشتراكية- بالذهاب إلى المجر والهروب إلى ألمانيا الغربية عبر النمسا، ولم يعودوا مرة أخرى إلى ألمانيا الشرقية الاشتراكية، ما عرّض العلاقات الخارجية والاشتراكية للخطر، أعلن وزير خارجية المجر في سبتمبر أنها لن توقف الآلاف من الألمان الشرقيين الهاربين إلى النمسا. هذا يعكس موقف المجر العام من التبعية الاشتراكية: فقد كان الرأي العام ضد الاشتراكية، وكان أهل المجر يريدون الاستقلال.
مع سياسة جورباتشوف الجديدة بعدم استخدام العمل العسكري في الدول التابعة، والسماح بالسيادة العامة في حدود كل دولة على حدة، كان من الضروري تلبية الرأي العام الشعبي.

### المقاومة السياسية الداخلية
كانت النخب الاشتراكية المجرية تعتقد أن الأزمة الاقتصادية التي تواجهها من الممكن أن تتحول إلى اضطرابات اجتماعية على خلفية انخفاض الأجور الحقيقية، وارتفاع معدلات التضخم، وتفاقم أزمة الديون. أظهر استطلاع أُجري في عام 1986 أن 61% من سكان المجر وصفوا موقفهم بأنه ميؤوس منه أو يزداد سوءًا باستمرار. ولما واصلت الأجور الحقيقية انخفاضها في السنوات التالية، فليس هناك ما يدعو إلى الاعتقاد بأن المواقف تجاه الوضع الاقتصادي أصبحت أكثر إيجابية في عام 1989. تشير دراسة استقصائية أخرى أجريت في عام 1989 إلى أن المجريين كانوا على علم تام بتراجعهم النسبي. ويعتقد 80% ممن شملهم الاستطلاع أن النمساويين يتمتعون بمستوى معيشة أفضل بينما يعتقد 13% فقط أن المجريين أفضل حالًا.
مع ذلك، بعد عام 1986، شكلت مجموعة غير قانونية من المفكرين والناشطين، ما يسمى بالمعارضة الديمقراطية (بالمجريّة: Demokratikus ellenzék) التي كانت مرتبطةً بمدرسة بودابست (بالمجريّة: Budapesti iskola). انتبه النظام إلى هؤلاء الناس بشدة وقمعهم، إلا أنهم لعبوا دورًا مهمّا في التغييرات.